# Palincolni
A Palincolni magyar televíziós pixillációs film, amelyet 2014. december 26-án az M2-n mutattak be.

## Ismertető
A főhős neve, Cserép Timike, aki egy 11 éves kislány, különleges dolgokat csinál, és a hajdúságban él. Azt szeretné, hogy egy napon artista legyen belőle, s felléphessen egy cirkuszi porondon. A készülődésben, az lépés a legbonyolultabb, de Timi ezt jól tudja, és elhatározza, hogy elutazik Budapestre. A fővárosban megméretteti magát.